# Claudio Valdagni
Claudio Valdagni (Pergine Valsugana, 31 agosto 1919 – 26 gennaio 2016) è stato un oncologo e radiologo italiano.

## Biografia
Ha frequentato la Facoltà di Medicina e Chirurgia di Pavia, e successivamente l'Università degli Studi di Padova, dove ha ottenuto la specializzazione in radiologia nel 1948.
Dal 1945 al 1946 ha lavorato presso il reparto sanatoriale dell'Ospedale San Lorenzo di Borgo Valsugana, e dal settembre del 1946 fino alla fine del 1947 presso l'Ospedale S.Chiara di Trento nel reparto di radiologia; contemporaneamente ha svolto anche il ruolo di medico interno nella clinica chirurgica dell'Università di Padova. Nel 1951 ha assunto la direzione del reparto di radiologia dell'Ospedale S.Lorenzo di Borgo Valsugana, dove nel 1953, sotto la sua direzione, con la sovrintendenza del prof. Bruno Bonomini primario del reparto di Radioterapia dell'Ospedale di Padova,già direttore del gabinetto radiochirurgico di Ceccarelli,fu installata la prima Unità di Telecobaltoterapia in Europa. L'eccezionalità dell'evento portò a Borgo Valsugana numerosi specialisti, che avrebbero dovuto occuparsi anche degli aspetti fisici che questa nuova macchina a raggi gamma richiedeva. A coadiuvare lo staff medico arrivò tra gli altri il professor Angelo Drigo, docente di fisica presso l'Università di Ferrara. Mentre per la prima volta in Italia veniva inserito in una struttura ospedaliera il primo fisico medico: Ernesto Casnati. Nello stesso anno ha svolto uno stage di quattro mesi presso la Cancer Foundation di London, Ontario - Canada (dove nel novembre del 1951 è iniziata la cura dei tumori profondi con la prima unità di telecobaltoterapia del mondo), e successivamente in altri importanti centri di fisica medica di Inghilterra, Germania e Svezia.In seguito, nel 1954, ha effettuato un tirocinio presso l'Università di Manchester e ha partecipato a molti corsi presso alcuni dei più importanti centri di ricerca e cura dei tumori a livello mondiale.
Nel 1956 ha tenuto conferenze presso gli Istituti di Radioterapia delle Università di Heidelberg e Erlangen e nel 1960 ha iniziato le prime ricerche in Italia nel trattamento, con radiazioni elettromagnetiche gamma del cobalto, di numerosi paziente|pazienti affetti da carcinoma gastrico.
In quegli stessi anni ha sperimentato l'utilizzo della telecobaltoterapia nel cancro della prostata, ritenuto fino a quel momento non ideoneo ad essere trattato con questo tipo di radiazione, ottenendo invece i primi lusinghieri risultati, presentati alla comunità scientifica in occasione del convegno mondiale di radiologia e radioterapia tenutosi a Madrid nel 1964.

Nel 1961 ha ottenuto il ruolo di primario del reparto di radiologia presso il Centro Trentino per la lotta contro i Tumori dell'Ospedale San Lorenzo di Borgo Valsugana, che negli anni successivi verrà dotato di altri strumenti, quali il betatrone, di quantitativi di radio, e cobalto-60, fino all'allestimento di un laboratorio di medicina nucleare. 
 Dal 1963 al 1970 ha svolto poi la professione di docente di Anatomia Radiologica alla Scuola di Perfezionamento all'Università di Padova. 
Nel 1964 ha contribuito ad organizzare a Roncegno Terme (TN), il primo Congresso italiano sui rapporti tra fisica e medicina nella pratica clinica, che ha sancito il ruolo del fisico all'interno di una struttura ospedaliera.

Nel 1966 ha trascorso 4 mesi negli USA a Houston, nell'M.D Anderson Institute and Tumor Center; in questo viaggio poté osservare come in America fosse già stato introdotto lo screening di massa per la prevenzione dei tumori mammari e nell'autunno del 1966, rientrato in Trentino, diede inizio al primo screening di massa preventivo, a livello provinciale, per il cancro della mammella. Questa esperienza, nata in Trentino, ha rappresentato la prima iniziativa di questo genere a livello italiano, che ha permesso negli anni successivi di salvare la vita a migliaia di donne.

Dal 1968 al 1980 ha frequentato in modo costante l'Università e il Churchill Hospital di Oxford e fino al 1988 ha partecipato a vari lavori di ricerca in diversi istituti oncologici.
È morto nel gennaio 2016 all'età di 96 anni.

## Riconoscimenti
Ha ricevuto nel corso della sua carriera numerosi riconoscimenti accademici e personali, tra i più importanti l'Aquila di San Venceslao, la cittadinanza onoraria di Borgo Valsugana (TN) il 5 dicembre 2008 e la Commenda dell'Ordine al Merito della Repubblica concessa per motu proprio dal Presidente della Repubblica Giorgio Napolitano per meriti scientifici. È stato l'iniziatore della Fondazione Trentina per la Ricerca contro i Tumori.
Viene inoltre annoverato tra i pionieri della radiologia e della radioterapia della Società Internazionale della storia della Radiologia (ISHRAD- The International Society for the History of Radiology]). 
Per svolgere il suo lavoro si è servito della collaborazione dell'Istituto di radiologia dell'Università di Padova, dell'Istituto di Fisica dell'Università di Ferrara e di Angelo Drigo.